# Hòa Lộc, Hậu Lộc
Hòa Lộc là một xã thuộc huyện Hậu Lộc, tỉnh Thanh Hóa, Việt Nam.

## Diện tích và dân số
Xã Hòa Lộc có diện tích 7,30 km².
Dân số của xã Hòa Lộc:
- Theo Tổng điều tra dân số năm 1999: 11.318 người[1].
- Theo Tổng điều tra dân số năm 2009: 10.242 người với 2.564 hộ gia đình, gồm 5.013 nam và 5.229 nữ[2].

## Địa giới hành chính

Đồng muối diêm dân xã Hòa Lộc

Xã Hòa Lộc nằm ở phía đông nam của huyện Hậu Lộc.
- Phía đông giáp xã Hải Lộc, huyện Hậu Lộc;
- Phía nam giáp xã Hoằng Yến, huyện Hoằng Hóa;
- Phía tây giáp xã Xuân Lộc, huyện Hậu Lộc;
- Phía bắc giáp các xã Phú Lộc và Minh Lộc, huyện Hậu Lộc.

## Hành chính
Xã Hòa Lộc được chia thành 12 thôn: Bái Trung I, Bái Trung II, Bái Trung III, Hòa Hải, Hòa Ngư, Hòa Phú, Nam Huân, Tam Hòa I, Tam Hòa II, Tam Thắng, Xuân Tiến 4, Xuân Tiến 5.
Được chia thành 8 làng lớn: Bái Trung, Hòa Hải, Hòa Ngư, Hòa Phú, Nam Huân, Tam Hòa, Tam Thắng, Xuân Tiến